# Canarium kaniense
Canarium kaniense là một loài thực vật có hoa trong họ Burseraceae. Loài này được Lauterb. mô tả khoa học đầu tiên năm 1920.